# Краснощоков Олександр Михайлович
Олександр Михайлович Краснощоков (Абрам Мойсейович Краснощок, псевдонім Тобінсон; 10 жовтня 1880, Чорнобиль, Радомисльського повіту Київської губернії — 26 листопада 1937, Москва, СРСР) — російський соціал-демократ, згодом радянський державний і партійний діяч, учасник Громадянської війни на Далекому Сході.

## Біографія
Народився в родині єврея-прикажчика. У соціал-демократичному русі з 1896 року. Партійну роботу вів у Києві, Миколаєві, Полтаві, Катеринославі. У 1898 був заарештований, на засланні в Ніколаєвську вперше зустрівся з Троцьким.
У 1902 році емігрував до Німеччини, потім до США (1903), де вступив до Соціалістичної трудової партії Америки. Працював у Нью-Йорку кравцем, перебував у лавах Американської федерації праці та Індустріальних робітників світу, здійснюючи активну партійну і профспілкову роботу, співробітник профспілкової преси (англійська, їдиш). Закінчив у 1912 Чиказький університет з правової спеціальності, займався адвокатською практикою, заснував Робочий університет Чикаго. Працював в Америці разом з Троцьким.
Влітку 1917 року повернувся до Росії, вступив до партії більшовиків. Був членом Владивостокської ради, головою Микільсько-Уссурійського комітету РСДРП. У 1918 — голова Далекосхідного Раднаркому, керівник штабу Далекосхідного більшовицького підпілля. У 1919 в Сибіру на підпільній партійній роботі. У 1920–1921 член Дальбюро ЦК РКП (б), голова уряду та міністр закордонних справ Далекосхідної республіки при П. М. Никифорові.
У період боротьби за створення ДВР проводив лінію Леніна і ЦК РКП (б) і, за словами Леніна, «ледь не він же все й організовував».
Зазнавав численних звинувачень зі сторони комуністів, з якими працював, але деякий час тримався завдяки заступництву Леніна і Троцького. Йому ставилися в провину легалізація ПСР і РСДРП, наполегливе залучення їх до урядової коаліції, надмірний наголос на незалежності ДСР від РРФСР. Спочатку його прихильник, головком Народно-революційної армії Далекосхідної Республіки Генріх Христофорович Ейхе був зміщений і висланий за межі ДВР, а після цього і сам Краснощоков наприкінці 1921 був відкликаний з ДСР.
Призначений заступником народного комісара фінансів РРФСР, потім членом президії ВРНГ РРФСР. У 1922 році став одним з ініціаторів створення Промбанку СРСР, де обійняв посаду голови правління.
19 вересня 1923 був заарештований за звинуваченням у зловживаннях у Промбанку. За повідомленням наркома РСІ В. В. Куйбишева, були встановлені «безперечні факти привласнення Краснощоковим державних коштів, влаштування на ці кошти потворних гульб, використання господарських сум банку в цілях збагачення своїх родичів і т. д.».
8 березня 1924 засуджений до 6 років одиночного ув'язнення. Утримувався в Лефортівській в'язниці, у листопаді 1924 року переведений до тюремної лікарні, по закінченні лікування в січні 1925 року звільнений за амністією.
З 1926 року очолив Головне управління нових луб'яних культур Наркомзему СРСР. Видав книгу «Сучасний американський банк» (1926).
16 липня 1937 повторно заарештований, 25 листопада 1937 засуджений Воєнною колегією Верховного суду СРСР до розстрілу. Похований в Донському монастирі.
Реабілітований у квітні 1956 року.